# ナジェージダ・アリルーエワ
ナデージダ・セルゲーエブナ・アリルエワ（ロシア語: Наде́жда Серге́евна Аллилу́ева, ラテン文字転写: Nedezhda Sergeyevna Alliluyeva, 1901年9月22日 - 1932年11月9日）は、ソビエト連邦の最高指導者・ヨシフ・スターリン(Иосиф Сталин)の二番目の妻である。
アゼルバイジャンのバクーに生まれ、サンクトペテルブルクで育った。スターリンと出会い結婚し、二人の子供を儲けた。愛称は「ナージャ」(Надя)で、夫は彼女との手紙のやり取りでナデージダのことを「ターチカ」(Татька)と呼んだ。ボリシェヴィキの指導者たちのもとで働いたのち、モスクワの工業専門学校で学んだ。彼女は心身に深刻な問題を抱えており、夫の不義理を責め頻繁に口論していた。1932年11月8日の夜に開催された十月革命15周年を祝賀する夕食会に出席した際に夫と口論となり、会場から出ていった彼女は翌日の早朝に自室で拳銃自殺を遂げた。

## 初期の経歴

### 家系
父親のセルゲイ・アリルーイェフ(Сергей Аллилуев, 1866 - 1945)はヴォロネジ州の農奴の家庭に生まれ、カフカースに移住し、鉄道駅で働き、ロシア帝国における労働環境の詳細を知った。のちに孫娘として生まれるスヴェトラーナ・アリルーイェヴァ(Светлана Аллилуева)は、セルゲイの祖母は「ロマニ族」であり、アリルーイェフ一族の特質である「南国風で、異国情緒のある黒い目をしている」点を、その理由に挙げている。1898年、セルゲイはロシア社会民主労働党に入党し、研究仲間内で能動的な党員となった。会合や活動を通じて、党の主要な主催者の一人であったミハイル・カリーニン(Михаил Калинин)と出会った。セルゲイはのちに逮捕され、シベリアに追放されるも、1902年に戻った。バクーからトビリシに向けて印刷機の運搬作業を手伝っていた1904年、ヨシフ・ジュガシヴィリ（のちのヨシフ・スターリン）と出会った。
母親のオリガ・フェダチョンカ(Ольга Федотенко, 1877 - 1951)は、父・イェヴゲーニイと母・マグダレーナの間に生まれ、九人兄弟の末っ子として育った。のちにスヴェトラーナは自身の回顧録の中で「祖父・イェヴゲーニイの父方の祖先はウクライナ人、祖母・マグダレーナはグルジア人であり、家の中ではグルジア語で会話していた」と書き残している。また、祖母・マグダレーナはドイツ人の入植者の家系であり、ドイツ語も話せたという。オリガの父親は、娘を自分の友人の息子と結婚させたいと考えていたが、オリガはそれを拒否し、14歳の時に家を出て、トビリシでセルゲイと一緒に暮らした。

### 生い立ち
ナジェージダ・アリルーイェヴァは、1901年9月22日、アゼルバイジャンのバクーに生まれた。アンナ、フョードル、パーヴェルの三人の兄弟がおり、四人兄弟の末っ子として育った。一家は1904年にモスクワに移住するも、1906年にバクーに戻った。1907年、逮捕から逃れるため、一家はサンクト・ピチェルブルクに移住し、ここに留まることにした。彼ら一家は、スターリンを含むボリシェヴィキの革命家集団を自宅に匿うこともあった。父・セルゲイは発電局で働き、1911年には部門の責任者に任命され、一家の生活は金銭面でゆとりができた。共産革命活動の影響を受けたナジェージダは、ボリシェヴィキの支持者となった。
ナジェージダの一家はボリシェヴィキの党員を自宅にしばしば招いており、1917年7月にはヴラジーミル・レーニン(Владимир Ленин)を匿っていた。1917年8月、レーニンがロシアを脱出したのち、スターリンが到着した。スターリンは、ナジェージダのことを幼少期から知っており、バクーで過ごしていた頃、溺れかけていた彼女を助けた、と伝えられている。二人が最後に出会ってから数年が経っていたが、彼らは夏の間に親密な間柄になった。
スターリンは、1906年にイェカチェリーナ・スワニーゼ(Екатерина Сванидзе)という女性と結婚し、長男のヤーコフが生まれていた。しかし、イェカチェリーナは1907年に発疹チフスで死亡しており、スターリンは寡夫であった。1919年、スターリンとナジェージダは結婚した。二人の結婚の具体的な日付については、記録には残っていない。ボリシェヴィキは結婚の習俗を嫌っており、結婚式は挙げなかった。

## 夫との関係
1917年の十月革命で、ボリシェヴィキが政権を掌握したのち、ロシア内戦へと発展した。首都がペトログラードからモスクワに変更され、1918年にスターリンとナジェージダはモスクワに移住した。サンクト・ピチェルブルクはロシア帝国時代の首都であったが、1914年に「ペトログラード」に改名され、1924年には「レニングラード」に改名された。夫婦はクレムリンのパチェーシュヌイ宮殿に移り住み、別々の部屋で暮らした。スターリンは民族問題人民委員部(Народный комиссариат по делам национальностей РСФСР)の委員長を務め、妻をこの委員部の書記に任命した。5月、スターリンはナジェージダと、ナジェージダの兄・フョードルを連れて、ボリシェヴィキがロシア内戦で白軍と戦ったツァーリツィンへ向かったが、ナジェージダはここには留まらず、モスクワに戻った。スターリンは内戦に関与しており、家にいることは滅多に無かった。1921年に内戦は終結し、レーニンが主導的な役割を果たす形で、1922年12月30日、ソ連邦が樹立された。
夫の動向に左右されるのを嫌ったナジェージダは、転属を申し入れ、レーニンの書記局の一員となった。妻に家にいて欲しかったスターリンは、妻のこの行動に苛立ちを覚えたという。ナジェージダは、レーニンの妻で、ボリシェヴィキの幹部の一人であったナジェージダ・クルプスカヤ(Надежда Крупская)と一緒に快適に働けたという。レーニン夫妻は、夫・スターリンに比べると寛大であったという。レーニンは、ナジェージダ・アリルーイェヴァが学校を早くに辞めたことを知っており、単語の綴りの間違いを許したという。
1921年にヴァシーリーが生まれてから数か月後、ナジェージダはボリシェヴィキから除名処分を受けた。ロシアの歴史家、オレグ・フリエヴニューク(Олег Хлевнюк)によれば、「ナジェージダは家庭生活、専門職、党の活動を運営するのに苦労しており、『政治生活にまるで関心を示さない底荷』と見られていた」という。レーニンを含む党幹部が執り成したおかげで、彼女は復党が認められたが、完全に復位できたのは1924年のことであった。彼女は、家庭の外で働かなければ、自分は相手にされないのではないか、と不安になっていた。自分がどのような役割を与えられたとしても、「適任である」と認められようとした。レーニンの執務室で働き、セルゴ・オルジョニキーゼ(Серго Орджоникидзе)のもとで短期間働いたのち、国際農業研究所の扇動・宣伝局の助手になった。1924年1月、レーニンが死ぬと、スターリンがその後を引き継いだ。仕事に対して食傷気味になっていたナジェージダは、何か他のことをやろうと考えた。教育に関心があり、党の活動にもっと関わりたい、と考えたナジェージダは、技師になるため、1929年、モスクワにあった全連邦工業専門学校に入学し、工学と合成繊維について学んだ。彼女は地元で開かれた党大会にも能動的に出席するようになった。当時の慣習として、ナジェージダは旧姓である「アリルーイェヴァ」の名で署名しており、これにより、目立たないよう活動ができた。彼女の仲間がナジェージダのことを知っていたかどうかは不明であるが、ニキータ・フルシチョフ(Ники́та Хрущёв)は、少なくともナジェージダのことは知っていた。フルシチョフは、1929年の秋に工業専門学校に入学し、ここでナジェージダと出会った。ナジェージダは、クレムリンから路面電車に乗って学校に通い、その際には、ボリシェヴィキの指導部の一人であったアンドレイ・アンドレーイェフの妻、ドラ・モイシェーエヴナ・ハザン・アンドレーイェヴァと一緒にいることが多かった。工業専門学校でのナジェージダは、ソ連の学生たちと交流していた。集団農場政策の結果、ウクライナでは国民が大規模な飢餓（ホロドモール）に直面している事実を知ったナジェージダは、このことについてスターリンと議論したのではないか、と推測する人もいるが、歴史家のオレグ・フリエヴニュークは、「ナジェージダが夫の政策に反対していたことを示す確かな証拠は存在しない。彼女の残した公式文書を見る限り、他のボリシェヴィキの上流階級の党員たちと同じく、ナジェージダはクレムリンの外にいた数千万人もの人々が味わっていた艱難辛苦とは無縁であったような印象を受ける」と書いた。

### 家族
1921年3月24日、ナジェージダは最初の子供であるヴァシーリーを出産した。歴史家のサイモン・セバーグ・モンテフィオーレ(Simon Sebag Montefiore)は、「ボリシェヴィキの『倹約』を示すため、出産の際、ナジェージダは病院まで徒歩で向かった」と書いた。1926年2月には、娘のスヴェトラーナを産んだ。1921年、一家は、スターリンの最初の妻、イェカチェリーナ・スワニーゼが産んだヤーコフ・ジュガシヴィリ(Я́ков Джугашви́ли)を引き取った。ヤーコフは、イェカチェリーナの親戚たちと暮らしていた。ナジェージダは、継息子であるヤーコフよりも六歳年上であった。二人の関係は友好的なものであった。1921年7月24日、スターリンの友人の一人、フョードル・セルゲーイェフが乗っていた鉄道車両、アエロワゴン(Аэроваго́н)が脱線し、セルゲーイェフを含む七名が命を落とした。1921年3月5日に生まれた彼の息子・アルチョムは、スターリンに養子として引き取られた。専門職を追求しようとしたナジェージダは、子供たちと一緒に過ごす時間はあまり取れず、アレクサンドラ・ビホカヴァに子守を任せた。また、ナジェージダは子供たちに対しては厳しい態度で接した。娘のスヴェトラーナがのちに出版した回顧録では、「四歳か五歳のころ、『悪ふざけ』を理由に、酷く叱られた」と書き残している。スヴェトラーナはまた、父・スターリンが恐れていたのは母・ナジェージダだけであった、とも書き残している。ナジェージダは、子供たちには高等教育を受けさせてやりたい、と考えていた。
家族は、平日はクレムリンの住宅で質素に暮らし、家計を管理していた。週末には、モスクワ郊外にあるダーチャ(Дача)で過ごすことが多く、ナジェージダの兄弟たちも、一緒にダーチャで過ごしていた。夏を迎えると、スターリンは、黒海の沿岸やアブハジアで休暇を過ごし、ナジェージダも夫と一緒に滞在したが、1929年の休暇では、彼女は数日間滞在したのち、モスクワに戻り、勉強に励んだ。離れている間、夫婦は互いに手紙を送っていた。
ヴャチェスラーフ・モロトフ(Вячесла́в Мо́лотов)の妻、ポリーナ・ジェムチュジナによれば、スターリンとナジェージダの結婚生活は不穏なものであったようで、夫婦はしばしば言い争っていたという。スターリンは、ナジェージダの母親は「統合失調症だ」と信じていた。スターリンの身辺警護を務めていたカール・パウケルによれば、スターリンとナジェージダが口論している場面を目撃したという。ポウケルはナジェージダについて「火打石のような人だ。スターリンはナジェージダに対して乱暴に接したが、ナジェージダの顔から微笑みが消えたとき、スターリンはナジェージダに対して怯えの色を見せた」と述懐している。また、ナジェージダは夫の不義を疑っていたが、かつてスターリンの秘書を務めていたボリス・バジャーノフは、「スターリンに対して興味を示す女性はいなかった。スターリンにとっても、女性はナジェージダだけで充分だったが、スターリンがナジェージダに対して注意を払う様子は見られなかった」と述懐している。
晩年のナジェージダは、頭痛、早期の閉経、深刻な鬱病に悩まされていた。娘・スヴェトラーナは、「治療を受けられないまま終わった数回に及ぶ堕胎」が原因で、「女性特有の病気」を抱えていた、と書いている。伝えられるところによれば、ナジェージダは子供たちを連れて夫の元を離れようと考え、1926年にはレニングラードで短期間過ごしたが、スターリンに呼び戻されたという。アレクサンドル・アリルーイェフ(Александр Аллилуев, 1931 - 2021)は、「ナジェージダは、死ぬ直前に、再びスターリンの元を離れる計画を立てていた」と主張しているが、この主張を裏付ける証拠は無い。

## 最期

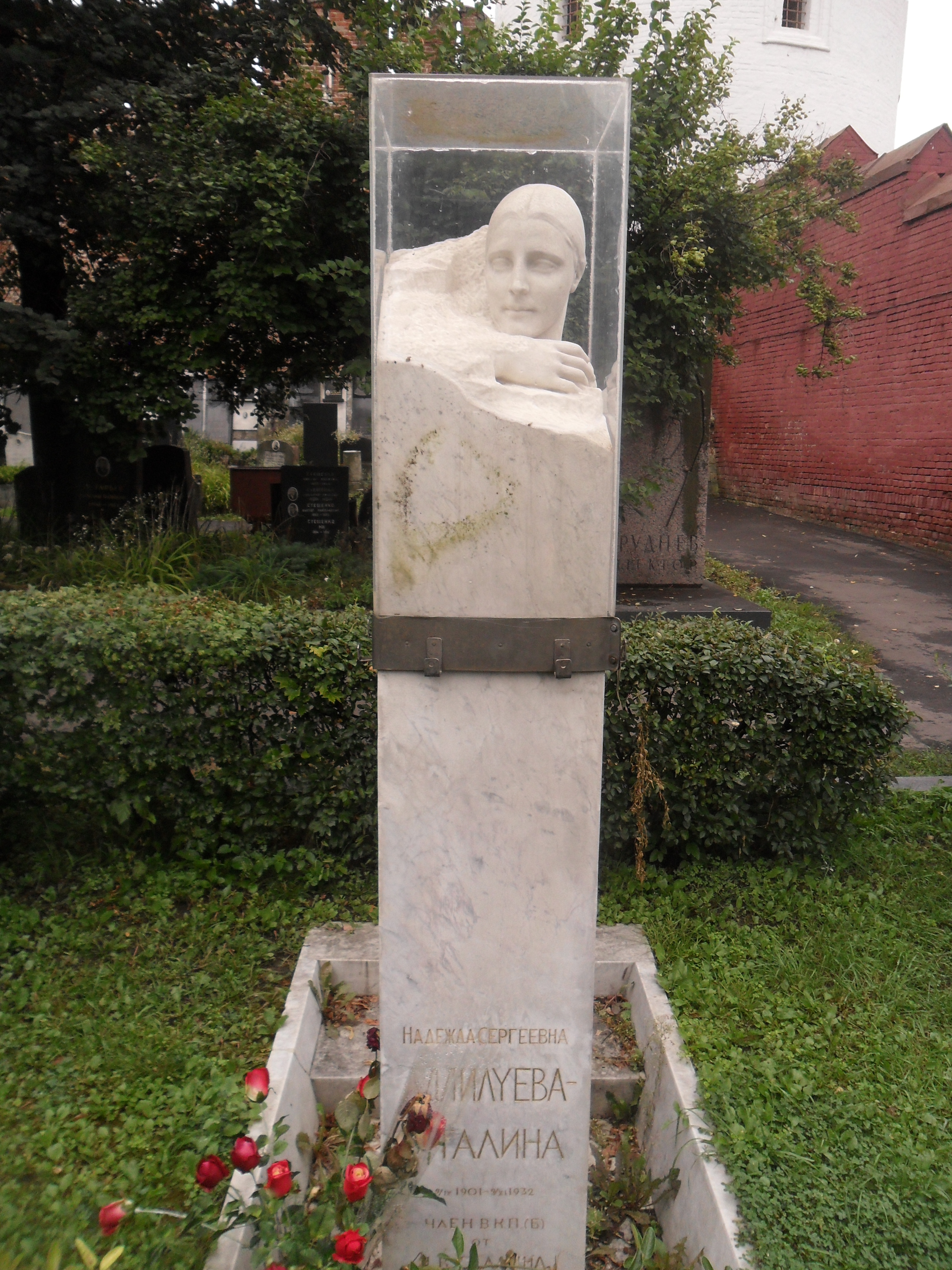
ノヴァジェーヴィチエ墓地にあるナジェージダの墓

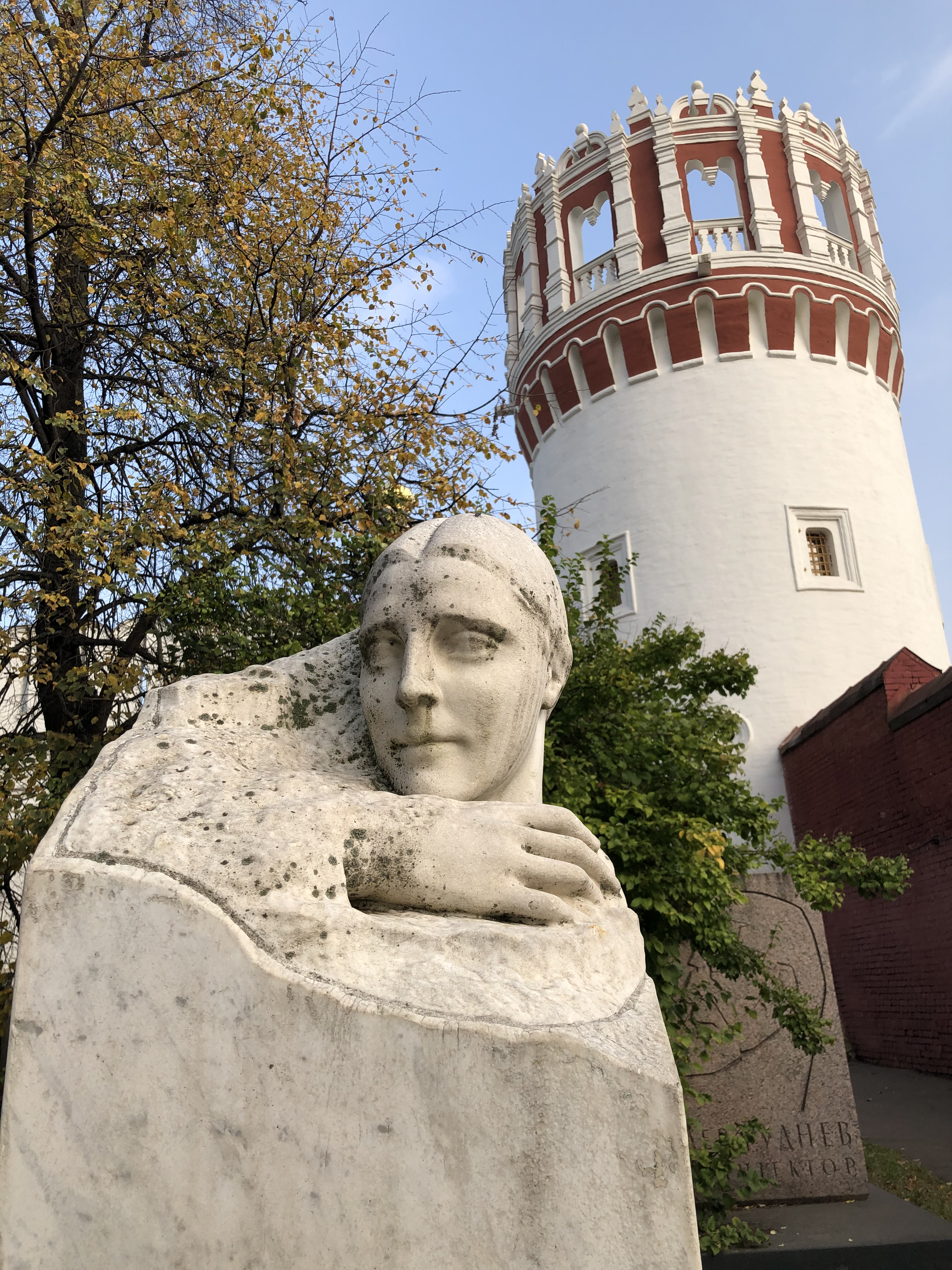
墓碑

1932年11月、ナジェージダは、工業専門学校の卒業を数週間後に控えていた。ナジェージダは、11月7日に開催された十月革命15周年を記念する軍事閲兵式に出席し、行進した。スターリンは子供たちと一緒にレーニン廟の頂上からその様子を見守っていた。閲兵式が終わったのち、ナジェージダは頭痛を訴えた。スターリンと子供たちは郊外のダーチャへ向かい、ナジェージダはクレムリンの自宅に戻った。翌日の夜、スターリンとナジェージダは、クリメント・ヴォロシーロフ(Климент Ворошилов)の自宅で開催された、革命15周年記念祝賀の夕食会に出席した。普段のナジェージダの服装は、ボリシェビキのイデオロギーに従い、控えめなものが多かったが、この日の夜の彼女はおめかしして着飾っていた。ボリシェヴィキの幹部とその妻たちも出席したこの夕食会では酒が多数用意された。スターリンとナジェージダは口論を始めたが、このような場所においては、口論は珍しい光景ではなかった。「スターリンは、アレクサンドル・イェゴロフ(Александр Егоров)の妻と不倫していた」噂や、「クレムリンで美容師として働いていた女性と不倫している」噂も出ていた。スターリンとナジェージダの間には不穏な空気が漂い始めた。サイモン・セバーグ・モンテフィオーレは、「スターリンが『我がソヴィエトの敵の撃滅に乾杯！』した際、ナジェージダがグラスを上げなかった様子を見て、腹立たしくなった」と書いた。スターリンは妻の注意を引こうとして、ものを投げ付けたという。スターリンが投げたものについては、オレンジの皮、タバコの吸い殻、パンの切れ端が挙がっているが、それらは情報源によって異なる。そして、スターリンがナジェージダに対して「おい！」と呼びかけると、ナジェージダは「私の名前は『おい！』じゃないわ！」と叫んで怒りを露わにし、出し抜けにその場から出て行った。ポリーナ・チェムチュジュナは、別の誰かがナジェージダを守るために一緒にいるかどうか確認するため、ナジェージダのあとを追ったという。ナジェージダとポリーナは、クレムリンの壁の外に出て、一緒に歩きながら、さきほどの出来事について話し合った。二人は、スターリンが酔っていた点に同意し、スターリンの不倫疑惑についても話し合った。その後、二人は別れ、ナジェージダは自宅に戻った。
そこから翌朝までの出来事については不明である。11月9日の早朝、自室に一人でいたナジェージダは、拳銃で自らの心臓を撃ち抜いて死んだ。即死であった。彼女が自殺する際に用いたのは、小型の拳銃「ワルサーPP」(Walther PP)であり、兄・パーヴェルがベルリンにいたころの贈り物として彼女に渡したものであった。クレムリンに一人でいるのは危険である可能性があり、「護身用に」と頼んだものであったという。
ナジェージダの死についての公式の説明は、以下のとおりである。
ナジェ－ジダは家政婦のカロリーネ・チェリに対し、「朝8時まで起こさないように」と命じた。彼女は自室でワルサー銃を取り出し、引き金を引いて自分自身を撃った...どこで撃ったのか、どこを撃ったのかは、誰にも分からない。銃声を聞いた者は誰もいない。銃声が轟いたのち、彼女はベッドの傍らに倒れ、銃は彼女の遺体の横に転がった。翌朝、ナジェージダを起こしに来たカロリーネ・チェリが、ナジェージダが血まみれで倒れているのを発見した。カロリーネは乳母を呼んだ。ナジェージダの遺体を床から起こし、ベッドに寝かせてから、警備の責任者が呼ばれた。ダーチャにいたスターリンが帰宅すると、ナージャはもうこの世にいないことを告げられた。ナージャは「虫垂炎で死んだ」と証言するために医師が呼ばれたが、彼らは拒否した。死亡記事には、同志ナジェージダ・アリルーイェヴァの死因は不明であり、『死亡した』とだけ書かれた。
娘・スヴェトラーナも、回顧録の中で、公式の説明に近い記述を残している。
ナジェージダの遺体を検視した医師たちに対し、スターリンは死亡診断書に署名するよう頼んだが、医師たちはそれを拒否し、本物の死亡診断書も公開しなかった。その理由については不明である。三年後、これに関わった医師たちは、いずれも全員、急死したか、逮捕されたあとに銃殺された。
ニキータ・フルシチョフは、回顧録の中で「十月革命15周年の祝賀会の夜、スターリンは自宅に戻らなかった。ナジェージダが、ズバロヴォ(Зубалово)のダーチャに電話をかけると、夫が美しい女性と一緒にいることを知り、彼女は自殺した」と記述しているが、フルシチョフの主張を裏付ける証拠は無い。
祝賀会の夜、ナジェージダが出ていったあと、スターリンがどこで何をしていたのかについては確認が取れていない。また、ナジェージダの遺書については発見されていない。

## 葬儀と埋葬
ボリシェヴィキの幹部たちは、ナジェージダの死について「自殺した」というのは不適切である、と判断し、死因については「虫垂炎」とした。ヴァシーリーとスヴェトラーナは、母の死の真相については知らされなかった。同時代の人々の証言や、スターリンが残した手紙から、スターリンはナジェージダの死に対して酷く動揺していたことを示している。新聞『プラヴダ』(Правда)は、1932年11月10日付の記事にて、ナジェージダの訃報を掲載した。この訃報記事で、スターリンが既婚者であった事実が公のものとなり、ソ連の国民は大いに驚いたという。ナジェージダの遺体は、赤の広場に面しているグム百貨店(Государственный Универсальный Магазин)の上層階に安置され、棺の中に収められた。政府やボリシェヴィキの党員が訪ねてきたが、一般人は立ち入りできなかった。1932年11月12日、ナジェージダの葬儀が執り行われ、スターリンはヴァシーリーを連れて参列した。スターリンは墓地への行進にも参列し、グム百貨店からノヴァジェーヴィチエ墓地(Новоде́вичье Kла́дбище)までの距離（約6km）を行進したが、全行程を歩いたかどうかについては不明である。娘のスヴェトラーナによれば、スターリンがナジェージダの墓参りに訪れたことは二度と無かったという。

## 死後
娘・スヴェトラーナは、1942年に雑誌記事を読み、その中で母親の死は自殺であったことを初めて知った。これにより、10年に亘って自分に嘘の情報を教えてきた父・スターリンとの関係が大きく変わった。彼女は父が死ぬまで父と距離を置くようになった。1957年、スヴェトラーナは、苗字を母親の姓である「アリルーイェヴァ」に改名した。1967年、スヴェトラーナはアメリカ合衆国に向かった。一度はソ連に戻るも、1986年4月に再びアメリカに移り住んだ。スヴェトラーナは2011年11月に亡くなった。
ナジェージダは、子育てに大きな役割を果たすことは無かったが、子供たちの幸せを願っていた。ナジェージダの死後、スターリンは娘・スヴェトラーナを可愛がるようになったが、ヴァシーリーに対してはあまり愛情を示さなかった。ヴァシーリーは未成年の時点で酒を飲み始め、アルコール中毒に関連する病気を患うことになった。1962年3月19日、ヴァシーリーは死んだ。
ナジェージダの父・セルゲイは、娘の死後、引きこもりがちになった。彼は1945年に胃癌で死亡した。1946年に回顧録が出版された。母・オルガは1951年に心臓発作で死亡した。

## 資料
- Аллилуева Надежда Сергеевна (1901-1932)
- Надежда Аллилуева
- Надежда Аллилуева